# Département de l'Éducation des États-Unis
Pour les articles homonymes, voir Département de l'Éducation.
Le département de l'Éducation des États-Unis (en anglais : United States Department of Education souvent abrégé en ED, pour Education Department) est, dans l'exécutif fédéral américain, le ministère de l'Éducation des États-Unis.

## Histoire
Une première agence fédérale de l'éducation créée en 1867 avait pour seules tâches de réunir des informations sur les différents établissements scolaires et d'aider les États fédérés à mettre en place un système éducatif américain efficace. La création de ce département a été décidée par le président des États-Unis Jimmy Carter en 1979 et il devint opérationnel en 1980 par la fusion de divers services éparpillés dans d'autres ministères dont le département de la Santé, de l'Éducation et des Services sociaux (United States Department of Health, Education, and Welfare) dont il est globalement issu, en s'installant dans un de ses bâtiments à Washington, nommé d'après Lyndon B. Johnson. Le secrétaire à l'Éducation est membre du cabinet présidentiel.
Plusieurs politiques républicains dès Ronald Reagan ont milité pour abolir le département de l'éducation, laissant cette compétence uniquement aux États. En mars 2025, sous la seconde administration Trump, la nouvelle ministre chargée de l'éducation, Linda McMahon, annonce le licenciement de près de la moitié des 4200 fonctionnaires y travaillant. Le démantèlement de ce département fédéral était une promesse de campagne de Donald Trump, qui avait missionné Mme McMahon « de se mettre elle-même au chômage »
La décision de Donald Trump de démanteler le département de l’Éducation divise profondément la classe politique américaine. Une décision saluée par la droite conservatrice mais critiquée par le Parti démocrate américain et les syndicats d’enseignants. L'impact reste incertain sans l’approbation du Congrès.

## Mission
Sa mission officielle est de promouvoir la réussite scolaire des jeunes et les préparer à la concurrence mondiale en favorisant un enseignement de haute qualité et en assurant l'accès égal de toutes les catégories sociales à l'éducation.
Il dispose pour cela de 4 200 salariés en 2008. En 2025, à la suite de la réélection de Donald Trump, le département de l'Éducation voit ses effectifs fortement affectés par des suppressions de postes passant de 4 100 employés à 2 200, Donald Trump ayant annoncé avoir pour objectif de supprimer complètement le département.

## Fonctions
Ce ministère fixe les priorités nationales en matière d'éducation, rassemble et diffuse des informations dans ce domaine, distribue l'aide financière fédérale à l'enseignement et cherche à assurer l'égalité d'accès de tous les membres de la société à un enseignement de bonne qualité. Aux États-Unis, l'administration de l'enseignement relève de chaque État fédéré et des gouvernements locaux. Le ministère fédéral a pour fonction essentielle de seconder leurs efforts.

## Activités à l'étranger
Au sein du bureau de l'enseignement postsecondaire de ce ministère, il existe un programme qui accorde à des étudiants américains des bourses d'études à l'étranger, principalement en matière de langues étrangères et de relations internationales.